# Censo de los Estados Unidos de 1940
El censo de los Estados Unidos de 1940 es el décimo sexto censo realizado en Estados Unidos. Se llevó a cabo el 1 de abril de 1940 y dio como resultado una población de 132 164 569 habitantes.

## Realización
La Oficina del Censo de los Estados Unidos recolectó los siguientes datos de todos los habitantes del país:
- Dirección
- Informar si es dueño de su casa o renta. Si es dueño, informar el valor de la propiedad. Si renta, informar su costo mensual
- Informar si vive en una granja
- Nombre
- Relación con el jefe de familia
- Sexo
- Raza (blanco, negro, chino, japonés o indio)
- Edad
- Estado marital (soltero, casado, viudo, divorciado)
- Escolaridad
- Fecha de nacimiento
- Si es extranjero, informar su ciudadanía
- Informar dónde residía cinco años antes del censo
- Informar si está desempleado, y cuanto tiempo lleva sin trabajo
- Si tiene empleo, informar si tiene un trabajo público o privado. Si es privado, informar sus horas de trabajo a la semana
- Ocupación, industria y clase de trabajador
- Semanas trabajadas en el último mes
- Salario obtenido en el último año

En el apartado de raza, a diferencia del censo anterior, no se incluyó a los mexicanos como una raza. En su lugar se instruyó a los censistas a anotarlos como blancos al menos que consideraran que pertenecían otra categoría racial. En este censo también se añadió una lista de preguntas adicionales, que sólo se le planteaban a un grupo reducido de individuos. Estas recolectaban información sobre el matrimonio, fertilidad y otros datos.
Los datos de este censo fueron utilizados por diversas agencias del gobierno estadounidense, incluyendo el ejército y el Servicio Secreto durante la Segunda Guerra Mundial. Su principal uso fue para perseguir a la población de origen japonés con la intención de internarlos en campos de concentración ante el miedo de que pudieran respaldar una posible invasión japonesa.

## Resultados

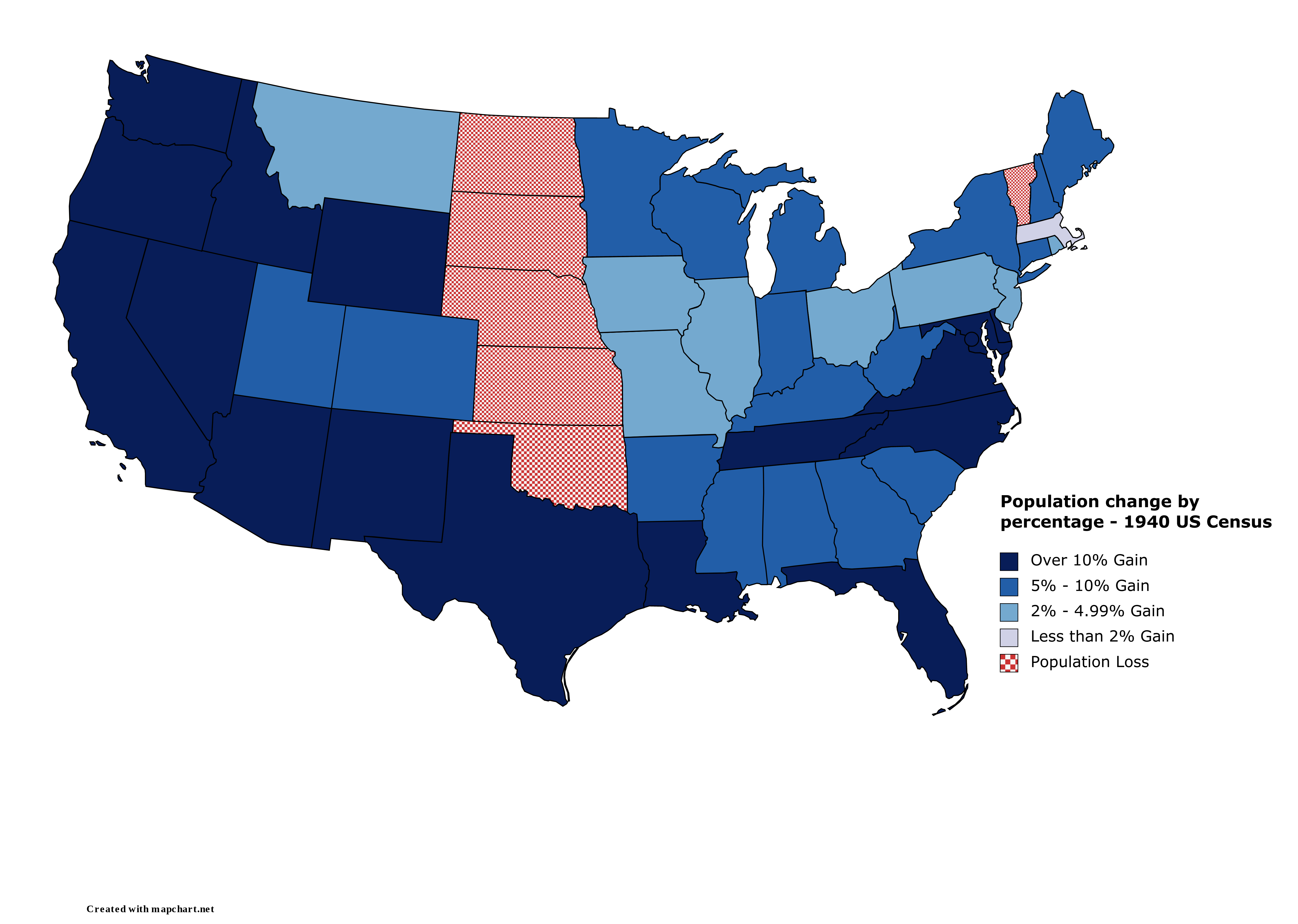
Cambios de población por estado respecto al censo anterior.

| Posición | Estado               | Población   |
| -------- | -------------------- | ----------- |
| 1        | Nueva York           | 13 479 142  |
| 2        | Pensilvania          | 9 900 180   |
| 3        | Illinois             | 7 897 241   |
| 4        | Ohio                 | 6 907 612   |
| 5        | California           | 6 907 387   |
| 6        | Texas                | 6 414 824   |
| 7        | Míchigan             | 5 256 106   |
| 8        | Massachusetts        | 4 316 721   |
| 9        | Nueva Jersey         | 4 160 165   |
| 10       | Misuri               | 3 784 664   |
| 11       | Carolina del Norte   | 3 571 623   |
| 12       | Indiana              | 3 427 796   |
| 13       | Wisconsin            | 3 137 587   |
| 14       | Georgia              | 3 123 723   |
| 15       | Tennessee            | 2 915 841   |
| 16       | Kentucky             | 2 845 627   |
| 17       | Alabama              | 2 832 961   |
| 18       | Minnesota            | 2 792 300   |
| 19       | Virginia             | 2 677 773   |
| 20       | Iowa                 | 2 538 268   |
| 21       | Luisiana             | 2 363 516   |
| 22       | Oklahoma             | 2 336 434   |
| 23       | Misisipi             | 2 183 796   |
| 24       | Arkansas             | 1 949 387   |
| 25       | Virginia Occidental  | 1 901 974   |
| 26       | Carolina del Sur     | 1 899 804   |
| 27       | Florida              | 1 897 414   |
| 28       | Maryland             | 1 821 244   |
| 29       | Kansas               | 1 801 028   |
| 30       | Washington           | 1 736 191   |
| 31       | Connecticut          | 1 709 242   |
| 32       | Nebraska             | 1 315 834   |
| 33       | Colorado             | 1 123 296   |
| 34       | Oregón               | 1 089 684   |
| 35       | Maine                | 847 226     |
| 36       | Rhode Island         | 713 346     |
| 37       | Distrito de Columbia | 663 091     |
| 38       | Dakota del Sur       | 642 961     |
| 39       | Dakota del Norte     | 641 935     |
| 40       | Montana              | 559 456     |
| 41       | Utah                 | 550 310     |
| 42       | Nuevo México         | 531 818     |
| 43       | Idaho                | 524 873     |
| 44       | Arizona              | 499 261     |
| 45       | Nuevo Hampshire      | 491 524     |
| 46       | Hawái                | 422 770     |
| 47       | Vermont              | 359 231     |
| 48       | Delaware             | 266 505     |
| 49       | Wyoming              | 250 742     |
| 50       | Nevada               | 110 247     |
| 51       | Alaska               | 72 524      |
| Total    | Total                | 132 165 129 |

## Ciudades más pobladas
| Posición | Ciudad        | Estado               | Población |
| -------- | ------------- | -------------------- | --------- |
| 1        | Nueva York    | Nueva York           | 7 454 995 |
| 2        | Chicago       | Illinois             | 3 396 808 |
| 3        | Filadelfia    | Pensilvania          | 1 931 334 |
| 4        | Detroit       | Míchigan             | 1 623 452 |
| 5        | Los Ángeles   | California           | 1 504 277 |
| 6        | Cleveland     | Ohio                 | 878 336   |
| 7        | Baltimore     | Maryland             | 859 100   |
| 8        | San Luis      | Misuri               | 816 048   |
| 9        | Boston        | Massachusetts        | 770 816   |
| 10       | Pittsburgh    | Pensilvania          | 671 659   |
| 11       | Washington    | Distrito de Columbia | 663 091   |
| 12       | San Francisco | California           | 634 536   |
| 13       | Milwaukee     | Wisconsin            | 587 472   |
| 14       | Búfalo        | Nueva York           | 575 901   |
| 15       | Nueva Orleans | Luisiana             | 494 537   |
| 16       | Mineápolis    | Minnesota            | 492 370   |
| 17       | Cincinnati    | Ohio                 | 455 610   |
| 18       | Newark        | Nueva Jersey         | 429 760   |
| 19       | Kansas City   | Misuri               | 399 178   |
| 20       | Indianápolis  | Indiana              | 386 972   |